# Probabilidad negativa
La probabilidad negativa es un objeto de estudio de la teoría de la probabilidad extendida.

## Historia
Bartlett (1945) fue quien trabajó en la consistencia lógica y matemática de las probabilidades negativas. Pero fue Andréi Jrennikoven: (2009) quien estableció la primera Teoría Matemática para las Probabilidades Negativas en su libro p-Adic Valued Distributions in Mathematical Physics.

## Aplicaciones

### Física
En 1942, Paul Dirac escribió un artículo titulado "The Physical Interpretation of Quantum Mechanics" ('La interpretación física de la mecánica cuántica') donde introdujo el concepto de energías negativas y probabilidades negativas:

"Negative energies and probabilities should not be considered as nonsense. They are well-defined concepts mathematically, like a negative of money."

La idea de las probabilidades negativas posteriormente recibió cierta atención física y en particular en mecánica cuántica. Richard Feynman argumentó que no existen objeciones al uso de números negativos en el cálculo de probabilidades: aunque "menos tres manzanas" no sea un concepto interpretable en la vida real, el dinero negativo sí es un concepto válido. Así Feynman argumentó que de manera similar podrían considerarse probabilidades negativas y probabilidades por encima de 1, si bien en los cálculos intermedios y no tanto como resultado final de una probabilidad de la vida real.
Mark Burgin proporciona otro ejemplo:

"Consideremos la situación en la que una persona atenta A con un alto conocimiento del lenguaje escribe un texto T. Podríamos preguntar cuál es la probabilidad de que las palabras “texxto” o “paalbra” aparezcan en su texto T. La teoría convencional de la probabilidad da 0 como respuesta. Sin embargo, todos sabemos que habitualmente hay erratas. Luego, debido una tal errata esa palabra podría aparecer pero luego sería corregida. Según la probabilidad extendida, un valor negativo (digamos -0,1) para la probabilidad de la aparición de la palabra “texxto” en su texto T significa que esta palabra podría aparecer debido a una errata pero después sería corregida y no estará presente en el texto T."

"Let us consider the situation when an attentive person A with the high knowledge of English writes some text T. We may ask what the probability is for the word “texxt” or “wrod” to appear in his text T. Conventional probability theory gives 0 as the answer. However, we all know that there are usually misprints. So, due to such a misprint this word may appear but then it would be corrected. In terms of extended probability, a negative value (say, -0.1) of the probability for the word “texxt” to appear in his text T means that this word may appear due to a misprint but then it’ll be corrected and will not be present in the text T."
Burgin, Mark (2010). «Interpretations of Negative Probabilities». 
. 

Las probabilidades negativas han sido además propuestas como un procedimiento para eliminar ciertos problemas y paradojas. Las semi-monedas proporcionan ejemplos sencillos con probabilidades negativas. Estos tipos de mondas "exóticas" fueron introducidas en 2005 por Gábor J. Székely. Una semi-moneda tiene infinitas caras numeradas como 0,1,2,... donde los números pares positivos aparecen con probabilidades negativas. Dos semi-monedas forman una moneda completa, en el sentido de que si se lanzan dos semi-monedas entonces la suma de los resultados serán 0 o 1 con probabilidad 1/2 (como una moneda ordinaria). 
En Convolution quotients of nonnegative definite functions y Algebraic Probability Theory Imre Z. Ruzsa and Gábor J. Székely demostraron que si una variable aleatoria X tiene una distribución de probabilidad con signo (o cuasidistribución de probabilidad) donde algunos conjuntos reciben probabilidad negativa, entonces se puede siempre encontrar otras dos variables aleatorias independientes Y y Z con distribuciones ordinarias tales que X + Y = Z en distribución, y por tanto X puede siempre interpretarse como la 'diferencia' entre dos variables aleatorias independientes, Z e Y.
Otro ejemplo bien conocido es la distribución de Wigner en el espacio fásico, introducida por Eugene Wigner en 1932 para estudiar correcciones cuánticas a ciertos problemas lo que conduce frecuentemente a probabilidades negativas, o algo que Wigner denominó "cuasiprobabilidades". Por esta razón, este tipo de distribución se conocieron posteriormente como distribución de cuasiprobabilidad de Wigner. En 1945, M. S. Bartlett trabajó sobre las consecuencias matemáticas y lógicas de las probabilidades negativas y la posibilidad de construir una teoría consistente. La función de distribución de Wigner se usa rutinariamente en física actualmente, y de hecho constituye la piedra angular de la cuantización de espacio fásico. Sus características negativas son un activo del formalismo y con frecuencia son indicativas de interferencia cuántica. Las regiones con probabilidad negativa de la distribución, resultan ser inobservables directamente por el principio de incertidumbre: típicamente, los momentos de esas distribuciones de cuasiprobabilidad no definidas positivas están fuertemente restringidos, y no es posible su "medición directa", si bien su existencia contribuye negativamente y de manera crucial al cálculo del valor esperado de cantidades observables.

### Finanzas
Las probabilidades negativas han sido también aplicadas a las matemáticas financieras. En finanzas cuantitativas la mayor parte de las probabilidades no son reales sino simplemente pseudoprobabilidades, frecuentemente conocidas como probabilidades de riesgo neutro. Estas no son probabilidades reales, sino "pseudoprobabilidades" teóricas bajo una serie de supuestos que ayudan a simplificar cálculos, si se permite que tales pseudoprobabilidades sean negativas en algunos casos, como señaló por primera vez Espen Gaarder Haug en 2004.
Además recientemente se ha propuesto una definición rigurosa de las probabilidades negativas y sus propiedades, en un artículo de Mark Burgin y Gunter Meissner (2011). Los autores también muestran que las probabilidades negativas pueden ser aplicadas al problema financiero de "dar precio a opciones de compra".

## Aspectos matemáticos
Mientras que la teoría de la Probabilidad Axiomática de Kolmogórov (1933) considera a la probabilidad como una función 

{\displaystyle {\mathcal {P}}:{\mathcal {A}}\subseteq {\mathcal {E}}\longrightarrow [0,1]\subset \mathbb {R} }

tal que

{\displaystyle 0\leq {\mathcal {P}}{\big [}{\mathcal {A}}{\big ]}\leq 1}

más otros dos axiomas, donde {\displaystyle {\mathcal {E}}} es el espacio muestral, la Teoría de la Probabilidad Extendida da la oportunidad a {\displaystyle {\mathcal {P}}{\big [}{\mathcal {A}}{\big ]}} de tomar valores negativos.
Sirva de símil el caso de los números reales extendidos {\displaystyle {\overline {\mathbb {R} }}}, también denotados por {\displaystyle \mathbb {R} ^{*}}. A diferencia de los números reales {\displaystyle \mathbb {R} }, los extendidos abarcan el uso del {\displaystyle +\infty } y {\displaystyle -\infty } en sus intervalos, es decir, {\displaystyle \mathbb {R} =(-\infty ,+\infty )}, mientras que {\displaystyle \mathbb {R} ^{*}=[-\infty ,+\infty ]}. Esto conlleva el uso de algunas convenciones, puesto que el "infinito" no es un número real. Además, este conjunto de Números Reales Extendidos posee ciertas operaciones algebraicas adicionales que involucran al infinito. De modo similar, la Teoría de la Probabilidad Extendida conlleva una estructura de axiomas diferentes a la teoría clásica que le permitan operar sus probabilidades negativas.